# Saré de Tuili
Ne doit pas être confondu avec Saré de Guirgo.
Saré de Tuili est une commune rurale située dans le département de Kombissiri de la province du Bazèga dans la région Centre-Sud au Burkina Faso.

## Santé et éducation
Le centre de soins le plus proche de Saré de Tuili est le centre de santé et de promotion sociale (CSPS) de Tuili.